# یوکی ناکاشیما
یوکی ناکاشیما (ژاپنی: 中島 裕希؛ زادهٔ ۱۶ ژوئن ۱۹۸۴) یک بازیکن فوتبال اهل ژاپن است.
از باشگاه‌هایی که در آن بازی کرده‌است می‌توان به باشگاه فوتبال کاشیما آنتلرز، باشگاه فوتبال وگالتا سندای، باشگاه فوتبال مونتدیو یاماگاتا و باشگاه فوتبال ماچیدا زلویا اشاره کرد.